# الاتحاد الدولي للناشرين
الاتحاد الدولي للناشرين ( IPA ) هو اتحاد دولي لصناعة النشر لجمعيات الناشرين الوطنية التي تمثل نشر الكتب والمجلات، وقد تأسس عام 1896 في باريس. وهي منظمة غير حكومية وغير ربحية تعمل على تعزيز النشر وحمايته وزيادة الوعي بالنشر في سياق التنمية الاقتصادية والثقافية والسياسية. يعارض الاتحاد بشدة الرقابة وتعزز حقوق التأليف والنشر ومحو الأمية وحرية النشر، وتمثل مصالح صناعة النشر على المستوى الدولي.

## التاريخ
أسس كبار الناشرين في ذلك الوقت الاتحاد في عام 1896 في باريس بفرنسا، وكان الهدف الأولي من الاتحاد هو التأكد من أن البلدان في جميع أنحاء العالم قد اعتمدت قانون حقوق التأليف والنشر وتنفيذ معاهدة حقوق التأليف والنشر الدولية الجديدة آنذاك، وهي اتفاقية برن لعام 1886 لحماية الأدب والمصنفات الفنية .
كان الاتحاد الدولي للناشرين، الذي كان نشطًا في الغالب في أوروبا خلال القرن الأول، بمثابة منصة للناشرين الوطنيين للتعبير عن مخاوفهم بشأن القضايا المهمة في المستقبل. منذ عامه الأول، دعا أعضاء الاتحاد الدول إلى إلغاء الرسوم الجمركية على المنتجات الفكرية، وتناول المؤتمر العاشر في عام 1933 لأول مرة معارض الكتب.
في عام 1962، انتقل مقر الاتحاد من زيورخ إلى جنيف.

## الأهداف
أحد أهداف الاتحاد الرئيسة هو تعزيز حق المؤلف. عمل الجمعية منذ تأسيسها على تعزيز حرية النشر والدفاع عنها، والتي تصفها بأنها جانب أساسي من حق الإنسان في حرية التعبير . بصفته اتحادًا صناعيًا، يواصل الاتحاد التعامل مع مجموعة من القضايا التي تؤثر على الناشرين، مثل معارض الكتب، والمعايير، والقرصنة، ومحو الأمية، وسياسة شراء الكتب المدرسية، والترخيص الجماعي، وضريبة القيمة المضافة، والتدريب المهني، والترويج للقراءة. يعمل الاتحاد أيضًا كمكان اجتماع للناشرين للتواصل وإجراء الأعمال.

### حرية النشر
يتمثل أحد أهداف الاتحاد الرئيسة في حماية حق الناشرين في إنتاج وتوزيع المواد التي يختارونها، وبعبارة أخرى، لحماية حقهم الإنساني الأساسي في حرية التعبير. يستند الاتحاد في معتقداته على معايير حقوق الإنسان التالية:
- المادة 19 من الإعلان العالمي لحقوق الإنسان
- المادة 19 من العهد الدولي الخاص بالحقوق المدنية والسياسية
- المادة 10 من الاتفاقية الأوروبية لحماية حقوق الإنسان والحريات الأساسية

في عام 2004، بدأت الاتحاد العمل مع التبادل الدولي لحرية التعبير [الإنجليزية] (IFEX). تأسست آيفكس في عام 1992 لمكافحة جميع الجرائم التي ترتكب ضد حرية التعبير. لديها 81 منظمة عضو وتقوم برصد الانتهاكات والإبلاغ عنها باستخدام شبكة تنبيه العمل (AAN). تسمح هذه الشبكة للأعضاء في جميع أنحاء العالم بحملة ضد الانتهاكات باستخدام أدوات مثل حملات كتابة الرسائل والتغطية الإعلامية وفعاليات التوعية. تركز العديد من إجراءات المنظمات على إطلاق سراح الصحفيين المسجونين والحفاظ على سلامة الصحفيين في جميع أنحاء العالم. يقدم موقع الاتحاد روابط للعديد من مواقع الويب التي تتعامل مع حرية النشر، مثل لجنة حرية النشر الدولية التابعة لجمعية الناشرين الأمريكيين [الإنجليزية] (AAP)، ومنظمة العفو الدولية، إلخ.

### تحريم التشهير الديني
في عام 2008، تبنى الاتحاد الدولي للناشرين قرارًا ضد حظر  التشهير الديني، في ضوء جلسة اللجنة المخصصة للأمم المتحدة بشأن المعايير التكميلية التي دعت بمبادرة من منظمة المؤتمر الإسلامي (OIC). في عام 2009، أصدر المنتدى قرارًا يدين التشهير الديني باعتباره انتهاكًا لحقوق الإنسان، مشيرًا أيضًا إلى أن «الإسلام مرتبط بشكل متكرر وخاطئ بانتهاك حقوق الإنسان والإرهاب». في بيان صحفي صدر عام 2010، صرحت الاتحاد أن «حقوق الإنسان تحمي الأفراد، وليس المؤسسات أو الأديان. يجب السماح بانتقاد الأديان والممارسات الدينية، لا سيما عندما يُنظر إلى الأديان من وجهة نظر سياسية. بصفتنا منظمات تمثل الكتاب والفنانين والصحفيين من جميع الأديان وليس من غيرهم، نحذر من أي لوائح تحظر انتقاد أي دين أو أي مجموعة من الأفكار».

### حقوق التأليف والنشر ومشروع كتب جوجل
في عام 2005، أصدرت الاتحاد بيانًا مشتركًا مع PEN USA حول مشروع كتب جوجل. أثار البيان مخاوف من أن جوجل تتجاهل حقوق المؤلفين وتنتهك قانون حقوق التأليف والنشر. تؤكد المنظمتان في البيان على حقوق المؤلف في تحديد إمكانية أن عمله سيكون متاحًا في تنسيق رقمي. يثير البيان القلق من أنه بمجرد توفر المواد رقميًا، من الصعب مراقبة عدد النسخ التي تُنتج، وهو ما يعد انتهاكًا لتشريعات حقوق التأليف والنشر. يدعو الاتحاد و PEN USA إلى حصول جوجل على إذن المؤلف قبل إتاحة الأعمال في مشروع مكتبة طباعة جوجل. يرغبون أيضًا في أن تعمل جوجل عن كثب مع المؤلفين للتأكد من عدم انتهاك حقوق المؤلفين.

### المنظمة العالمية للملكية الفكرية

#### الاتحاد العالمي للمكفوفين
تتعاون الاتحاد بشكل وثيق مع الاتحاد العالمي للمكفوفين [الإنجليزية] (WBU) والمصالح الأخرى للأشخاص الذين يعانون من إعاقات في قراءة المطبوعات [الإنجليزية]. منذ عام 2009، ناقش الاتحاد العالمي للمكفوفين (WBU) من بين المنظمات الأخرى ذات الصلة في منصة أصحاب المصلحة التابعة للمنظمة العالمية للملكية الفكرية (الويبو) لمناقشة دون تدخل من سياسات المنظمة الدولية. منذ مارس 2011 تم تعليق التعاون في هذا المنتدى.

#### حماية الفولكلور
قد تُشكّل حماية المعارف التقليدية والتعبير عن التراث الشعبي مصدر قلقٍ للناشرين الذين ينشرون القصص الخيالية والقصص التقليدية، والكتب المدرسية التي تتناول العادات المحلية، أو المقالات العلمية ذات الصلة. وقد بُذلت جهود دولية عديدة لحماية التراث الشعبي التقليدي بشكلٍ خاص، لا سيما جهود المنظمة العالمية للملكية الفكرية (WIPO) واليونسكو. يشارك الاتحاد الدولي للناشرين في المناقشات من خلال برنامج الويبو الخاص بأشكال التعبير الثقافي التقليدي. يُحاول الاتحاد التأكد من عدم تعرض حقوق حرية التعبير والتأثير الإيجابي للناشر فيما يتعلق بهذه المواد الثقافية للتهديد.

### سياسة الصناعة: ضريبة القيمة المضافة
يدافع الاتحاد عن أنظمة ضرائب غير مباشرة مواتية مثل ضريبة القيمة المضافة (VAT) على المنشورات بجميع الأشكال. تعتبر الاتحاد أن الكتب يجب أن تكون "خاضعة لنسبة الصفر بالمائة". وقد نُفذت بالفعل مثل هذه السياسات في المملكة المتحدة والنرويج وكوريا والمكسيك وتايلاند. في المسح العالمي لعام 2010 لمعدلات ضريبة القيمة المضافة / ضريبة السلع والخدمات / ضريبة المبيعات للكتب والمنشورات الإلكترونية، 15 دولة لديها إعفاءات لجميع الكتب، و 33 لديها معدلات مخفضة لجميع الكتب، و 26 خفضت أو أعفت الكتب ذات القيود، و 13 ليس لديها تخفيضات لهذا النوع.

### المعايير الدولية
بصفته اتحادًا دوليًا، فإن أحد أنشطة الاتحاد هو تسهيل وضع المعايير الدولية في النشر. أحد أشهر المعايير الدولية وأكثرها استخدامًا هو النظام القياسي الدولي لترقيم الكتب (ISBN) والرقم التسلسلي القياسي الدولي (ISSN)، وهو معرف فريد متعدد الأرقام للكتب والدوريات الفردية، على التوالي (المطبوعة والإلكترونية)، الاتحاد هو مراقب لمجلس وكالة ISBN الدولية وله الحق في حضور جميع اجتماعات مجلس الإدارة لتمثيل مصالح صناعة النشر. المنظمات المساعدة الأخرى في وكالة ISBN تشمل المنظمة الدولية للمعايير (ISO)، والاتحاد الدولي لجمعيات ومؤسسات المكتبات (IFLA). يُحافظ الاتحاد على علاقات اتصال مع فريق الأيزو الذي يعمل على موارد المعلومات. الأنظمة الأخرى التي يدعمها الاتحاد من خلال المنظمات المنشئة هي بروتوكول الوصول إلى المحتوى الآلي [الإنجليزية] (ACAP) وONIX. وهو عضو في ميثاق EDItEUR، وهي منظمة دولية تنسق وضع المعايير للمنشورات الإلكترونية.

### النشر التربوي
أنشأ الاتحاد المنتدى الدولي للناشرين التربويين لدعم صناعة النشر التعليمية المستدامة. كانت الهجرة الرقمية للمواد التعليمية، وهو موضوع مرتبط بتغيير المناهج، والتقنيات الجديدة، ومنع القرصنة، قضية حديثة في هذا المنتدى. الهدف الرئيس للمنتدى هو التعبير بشكل فعال عن فوائد صناعة النشر المبتكرة والمتنوعة والعالية الجودة في الأسواق المفتوحة.

#### تداول كتاب مجاني
توزيع المواد الأدبية المجانية على المحتاجين هو جزء من مهمة الاتحاد. لتحقيق هذه المهمة، يُحافظ الاتحاد على علاقات عمل مع اليونسكو. يدعم الاتحاد اتفاقية فلورنسا بشأن استيراد المواد التعليمية والعلمية والثقافية [الإنجليزية] (1950) وبروتوكول نيروبي [الإنجليزية] (1976). تسمح هذه المعاهدات الدولية بالتداول الحر للمواد التعليمية والعلمية والثقافية دون رسوم جمركية. صادقت مائة دولة حول العالم على اتفاقية فلورنسا. كما ساعد الاتحاد الدولي للناشرين في إقامة يوم اليونسكو العالمي للكتاب وحقوق التأليف والنشر. الغرض من هذا اليوم هو تشجيع القراءة والنشر وحماية الملكية الفكرية من خلال حقوق التأليف والنشر.

### مدن عواصم الكتاب العالمية
اقترح الاتحاد الدولي للناشرين فكرة ترشيح مدينة واحدة سنويًا عاصمة عالمية للكتاب، والتي بموجبها يجب على المدن الترويج للكتب وتعزيز الكتب من خلال الأحداث المختلفة، مع الالتزام بمبادئ حرية التعبير وحرية النشر ونشر المعلومات. يتيح الترشيح الترويج للمدينة الفائزة والتواصل معها وهو أيضًا إنجاز رمزي. تقرر لجنة الترشيح (المكونة من الاتحاد و الاتحاد الدولي لجمعيات ومؤسسات المكتبات و IBF واليونسكو) المدينة كل عام. بعد مدريد والإسكندرية ونيودلهي، فإن العواصم هي كما يلي: 2004: أنتويرب (بلجيكا) ؛ 2005: مونتريال (كندا) ؛ 2006: تورين (إيطاليا) ؛ 2007: بوغوتا (كولومبيا) ؛ 2008: أمستردام (هولندا) ؛ 2009: بيروت (لبنان) ؛ 2010: ليوبليانا (سلوفينيا) ؛ 2011: بوينس آيرس (الأرجنتين) ؛ 2012: يريفان (أرمينيا).

## التنظيم

### الأعضاء
الاتحاد هو اتحاد لجمعيات الناشرين الوطنية والإقليمية والمتخصصة. يضم الاتحاد أكثر من 60 عضوًا تنظيميًا من أكثر من 50 دولة في إفريقيا وآسيا وأستراليا وأوروبا والأمريكتين. يتمتع بمركز استشاري كمنظمة غير حكومية لدى الأمم المتحدة.

### اللجان
- لجنة حقوق التأليف والنشر
- لجنة حرية النشر
- لجنة محو الأمية وصناعة الكتاب
- منتدى ناشري التعليم الدولي

### الهيئات الرئاسية
الهيئة الإدارية هي الجمعية العامة. وتتألف الجمعية من ممثلين عن اتحاد الناشرين من كل دولة. يُسمح لكل منهم بالتصويت في قرارات الجمعية. يجتمع المجلس مرة واحدة على الأقل في السنة، عادة في معرض فرانكفورت الدولي للكتاب.
ُتنتخب الجمعية العامة الرئيس لمدة سنتين. هو أو هي رئيس الجمعية العامة واللجنة التنفيذية. تضع اللجنة التنفيذية الخطط والسياسات للجمعية العمومية لمناقشتها والتصويت عليها. ينتخب الاتحاد أيضًا نائبي الرئيس والممثلين الإقليميين. الأمين العام بمثابة رئيس العمليات.
الرئيس حتى عام 2023 هو بدور القاسمي. الأمين العام هو جوزيه بورغينو.

### قائمة رؤساء الاتحاد
جُمعت السير الذاتية للرؤساء منذ عام 1896 في الذكرى 125.
- 1962-1966: سانتياغو سالفات اسباسا
- 1980-1984: مانويل سالفات دالماو [الإنجليزية]
- 1988-1992: أندرو نيلي
- 1992-1996: فرناندو جيديس
- 1996-2000: آلان جروند
- 2000-2004: بيري فيسينز
- 2004-2008: آنا ماريا كابانيلاس، أول رئيسة للاتحاد الدولي للناشرين منذ 108 سنوات
- 2009-2010: هيرمان ب
- 2011-2014: يونجسوك تشي
- 2015-2017: ريتشارد تشاركين [الإنجليزية]
- 2017-2019: ميشيل كولمان
- 2019-2021: هوغو سيتزر
- 2021-2023: بدور القاسمي ثاني امرأة تتولى رئاسة الاتحاد الدولي للناشرين في تاريخ 129 عامًا

## الاجتماعات

### المؤتمر
ينظم الاتحاد مؤتمر الناشرين كل أربع سنوات، بدءًا من عام 1896 في باريس، فرنسا، حيث يناقش الناشرون بشكل كامل وعلني مشاكل وتحديات الصناعة ذات الصلة والأساسية وطويلة الأجل.
في عام 2008، اجتذب المؤتمر الثامن والعشرون للناشرين الاتحاد في سيول، كوريا ما يقرب من 700 مشارك من أكثر من 45 دولة. أعرب المؤتمر في قراره عن الحاجة إلى إصلاح حرية النشر في بورما / ميانمار والصين وإيران وفيتنام، داعيًا إلى الإفراج الفوري عن الناشرين والكتاب والصحفيين والمدونين في السجن أو تحت الإقامة الجبرية لممارستهم حقوقهم في حرية التعبير.

### ندوات حقوق التأليف والنشر
يستضيف الاتحاد ندوة حول حقوق التأليف والنشر كل أربع سنوات. عُقدت الندوة الأولى حول حقوق التأليف والنشر في عام 1986، في هايدلبرغ بألمانيا، للاحتفال بالذكرى المئوية لاتفاقية برن لحماية المصنفات الأدبية والفنية. تُعقد ندوات حقوق التأليف والنشر بالشراكة مع منظمة عضو في الاتحاد.
في الفترة من 28 فبراير إلى 1 مارس 2010، استضافت أبوظبي الندوة السابعة لحقوق التأليف والنشر، التي عقدت لأول مرة في العالم العربي. حضر الندوة التي استمرت يومين 270 مندوبا من 53 دولة، مسؤولون حكوميون وخبراء قانونيون وناشرون ومؤلفون. غطت الخطب والندوات العامة موضوعات مثل حقوق التأليف والنشر والشريعة الإسلامية، والنشر في عصر الإنترنت، والترخيص الجماعي، والسوق الرقمي، واتجاهات حقوق التأليف والنشر العالمية، ومستقبل حق المؤلف في الأسواق الناشئة. وعقدت الندوة مباشرة قبل معرض أبوظبي الدولي للكتاب في الفترة من 2 إلى 7 مارس.

## جائزة فولتير للاتحاد الدولي للناشرين
منذ عام 2005، يمنح الاتحاد جائزة فولتير السنوية للاتحاد المعروفة حتى عام 2016 باسم "جائزة حرية النشر للاتحاد الدولي للناشرين"، لتكريم شخص أو منظمة في أي مكان في العالم دافعت عن حرية النشر بشجاعة وروجت لها. وتتكون من جائزة مالية وشهادة. قائمة الفائزين السابقين هي كما يلي:
- 2020 دار النشر الليبرالية [الإنجليزية]، فيتنام [24][25]
- 2019 خالد لطفي، مصر [26]
- 2018 غوي مينهاي، السويد / هونغ كونغ [27]
- 2017 تورهان جوناي وإيفرينسل، تركيا [28]
- 2016 رائف بدوي، المملكة العربية السعودية [29]
- 2014 لوجفينوف [البيلاروسية]، بيلاروسيا [30]
- 2012 جوناثان "زابيرو" شابيرو [الإنجليزية]، جنوب إفريقيا [31]
- 2011 بوي شات، غاي فون للنشر، فيتنام [32] اعتقلته السلطات الفيتنامية بعد فترة وجيزة من عودته من بوينس آيرس، حيث حصل على جائزته.[33] على الرغم من الإفراج عنه مؤقتًا في مايو، إلا أنه لا يزال يخضع للمراقبة والمزيد من الاستجواب.
- 2010 إسرابيل شوفخالوف [الروسية] وفيكتور كوجان ياسني، مجلة دوش [الروسية]، الشيشان، روسيا [34]
- 2010 جائزة حرية النشر الخاصة لعرفان سانسي، سيل ياينسيليك، تركيا [35]
- 2009 سهام بن سدرين ونزيهة رجيبة ومحمد الطالبي، أولبك، تونس [36]
- 2008 راغب زاراكولو، بيلج، تركيا [37]
- 2007 تريفور نكوبي [الإنجليزية]، زمبابوي [38]
- 2007 حرية نشر الجائزة الخاصة إلى آنا بوليتكوفسكايا، روسيا وهرانت دينك، تركيا [39]
- 2006 شالا لاهيجي روشانغران، إيران [40]

## روابط خارجية
- الموقع الرسمي